# Seznam tajemníků Ústřední komise pro kontrolu disciplíny Komunistické strany Číny
Tajemník Ústřední komise pro kontrolu disciplíny Komunistické strany Číny (čínsky pchin-jinem Zhōngguó Gòngchǎndǎng Zhōngyāng Jìlǜ Jiǎnchá Wěiyuánhuì shūji, znaky zjednodušené 中国共产党中央纪律检查委员会书记) stojí v čele Ústřední komise pro kontrolu disciplíny KS Číny, nejvyššího kontrolního orgánu Komunistické strany Číny. Patří k nejvlivnějším politikům Komunistické strany a Čínské lidové republiky, zpravidla (od roku 1997 vždy) je členem stálého výboru politbyra.
Ústřední komisi pro kontrolu disciplíny volí sjezd strany. Tajemník je, spolu s dalšími členy vedení komise – jeho zástupci, generálním sekretářem a členy stálého výboru, volen komisí na jejím prvním zasedání po sjezdu a potvrzován ústředním výborem.

## Seznam tajemníků komise
| Portrét                                            | Jméno                              | Nástup do úřadu                    | Opuštění úřadu                     | Další funkce a úřady                                                                                         | Další funkce a úřady |
| Portrét                                            | Jméno                              | Nástup do úřadu                    | Opuštění úřadu                     | stranické | státní |
| Předseda Ústřední kontrolní komise                 | Předseda Ústřední kontrolní komise | Předseda Ústřední kontrolní komise | Předseda Ústřední kontrolní komise | Předseda Ústřední kontrolní komise                                                                           | Předseda Ústřední kontrolní komise |
| -------------------------------------------------- | ---------------------------------- | ---------------------------------- | ---------------------------------- | --- | --- |
|                                                    | Wang Che-po                        | duben 1927                         | červenec 1928                      | | |
| Tajemník Ústřední kontrolní komise                 |                                    |                                    |                                    | | |
|                                                    | Liou Šao-čchi                      | červenec 1928                      | leden 1934                         | | |
| Tajemník Ústřední komise pro stranické záležitosti |                                    |                                    |                                    | | |
|                                                    | Li Wej-chan                        | leden 1934                         | 1941                               | | |
|                                                    | Wang Žuo-fej                       | 1941                               | březen 1943                        | | |
| Tajemník Ústřední kontrolní komise                 |                                    |                                    |                                    | | |
|                                                    | Li Wej-chan                        | 1945                               | 1949                               | | |
| Tajemník Ústřední kontrolní a disciplinární komise |                                    |                                    |                                    | | |
|                                                    | Ču Te                              | listopad 1949                      | březen 1955                        | člen ústředního sekretariátu                                                                                 | vrchní velitel Čínské lidové osvobozenecké armády, místopředseda Lidové revoluční vojenské rady (do 1954), místopředseda Státního výboru obrany (od 1954), místopředseda Čínské lidové republiky (od 1954) |
| Tajemník Ústřední kontrolní komise                 |                                    |                                    |                                    | | |
|                                                    | Tung Pi-wu                         | březen 1955                        | duben 1968                         | člen politbyra ÚV KS Číny                                                                                    | předseda Nejvyššího lidového soudu (do 1959), místopředseda celostátního výboru ČLPPS (do 1959), místopředseda Čínské lidové republiky (od 1959)                                                           |
| Tajemník Ústřední kontrolní a disciplinární komise |                                    |                                    |                                    | | |
|                                                    | Čchen Jün                          | prosinec 1978                      | listopad 1987                      | místopředseda ÚV KS Číny (do 1982), člen stálého výboru politbyra ÚV KS Číny                                 | místopředseda Státní rady (1979–1980) |
|                                                    | Čchiao Š’                          | listopad 1987                      | říjen 1992                         | člen stálého výboru politbyra ÚV KS Číny, tajemník ÚV KS Číny, tajemník politické a právní komise ÚV KS Číny | |
|                                                    | Wej Ťien-sing                      | říjen 1992                         | listopad 2002                      | tajemník ÚV KS Číny, člen stálého výboru politbyra ÚV KS Číny (od 1997)                                      | |
|                                                    | Wu Kuan-čeng                       | listopad 2002                      | říjen 2007                         | člen stálého výboru politbyra ÚV KS Číny                                                                     | |
|                                                    | Che Kuo-čchiang                    | říjen 2007                         | listopad 2012                      | člen stálého výboru politbyra ÚV KS Číny                                                                     | |
|                                                    | Wang Čchi-šan                      | listopad 2012                      | říjen 2017                         | člen stálého výboru politbyra ÚV KS Číny                                                                     | |
|                                                    | Čao Le-ťi                          | říjen 2017                         | říjen 2022                         | člen stálého výboru politbyra ÚV KS Číny                                                                     | |
|                                                    | Li Si                              | říjen 2022                         | v úřadě                            | člen stálého výboru politbyra ÚV KS Číny                                                                     | |